# Рогош
Рогош (болг. Рогош) — село в Болгарии. Находится в Пловдивской области, входит в общину Марица. Население составляет 3 048 человек.

## Политическая ситуация
В местном кметстве Рогош, в состав которого входит Рогош, должность кмета (старосты) исполняет Георги Иванов Георгиев (независимый) по результатам выборов правления кметства.
Кмет (мэр) общины Марица — Запрян Иванов Дачев (Болгарская социалистическая партия (БСП)) по результатам выборов в правление общины.